# السلوك العقلي الإيجابي

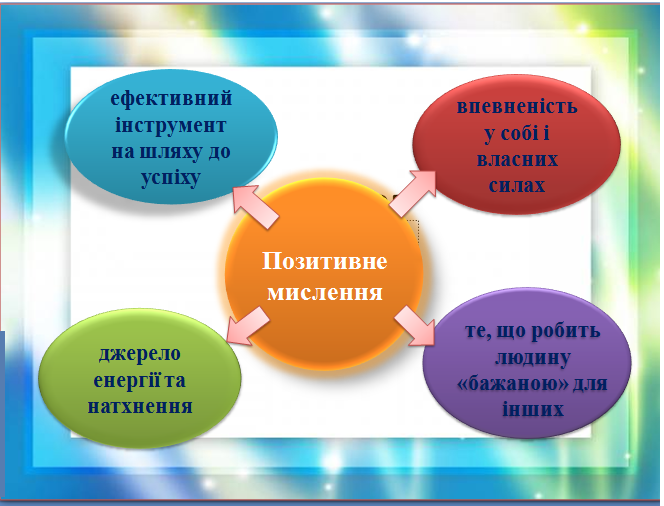

مفهوم قدم لأول مرة في عام 1937 من قبل نابليون هيل في كتاب فكر وازدد غناء . لم يستخدم الكتاب هذا المصطلح ولكنه ناقش اهمية التفكير الإيجابي كعامل يساهم في النجاح. نابليون مع دبليو كليمنت ستون، مؤسس التأمين المشترك، فيما بعد كتب النجاح من خلال سلوك عقلي إيجابي" وعرف إيجابية السلوك العقلي تشمل المميزات الزائدة تمثلها كلمات مثل الإيمان والنزاهة والأمل والتفاؤل والشجاعة والمبادرة والكرم والتسامح واللباقة والرقة والحس السليم.
السلوك العقلي الإيجابي هو فلسفة تؤكد وجود موقف تفائلي  في كل أوضاع الحياة حيث أنه يجذب التغيرات الايجابية ويزيد تحقيق الإنجاز. يستخدم الإتباع حالة عقلية حيث انها تواصل في السعي لإيجاد وتنفيذ طرق الفوز أو إيجاد نتيجة مرغوبة بغض النظر عن الظروف.  و هذا المفهوم يعكس السلبية والانهزام واليأس. وأن التفائل والأمل أمران حيويان  لتطوير السلوك العقلي الإيجابي .
السلوك العقلي الإيجابي هو فلسفة ووجود المزيد من الفرح، في أمور أفراح صغيرة للعيش من غير تردد أو كتم أعز مالدينا، التي تكون في أعلى التقدير وأعلى الفضائل والقيم الشخصية. 
تفكير السلوك الإيجابي تحت مظلة علم النفس إلا يجابي . علم النفس الإيجابي يمكن أن يساعد التفاعل الذاتي العالي في اكتساب التفائل المُتعلم الذي يؤدي في النهاية إلى السلوك العقلي الإيجابي
أشارت دراسة أقيمت مع لاعبي دوري البيسبول الرائدين أن العنصر الرئيسي الذي يفصل بين لاعبي الدوري الرئيسيين والبطولات الثانوية وجميع المستويات الأخرى هو قدرتهم على تطوير المميزات العقلية والمهارات العقلية ومن ضمنها  تكون رساخة العقل، والثقة، والحفاظ على السلوك الإيجابي، والتعامل مع الفشل، والتوقعات والتشجيع الذاتي.
تلقى السرطان تحديدا كثيرا من الاهتمام منذ لاس ارمسترو  حيث أنه كان مع الناجين الآخرين بتقديم قصصهم. 
اقيمت العديد من الدراسات المتعلقة بالسلوك العقلي الإيجابي وتأثيرها على الصحة تحديدا مع الأشخاص الذين لديهم أمراض خطيرة مثل مرض السراطان والكلى وأشخاص السلوك العقلي الإيجابي لديهم فرصة أعلى بكثير للنجاة والشفاء. 
عرضت دراسة أن الأشخاص المصابين بمرض الكلى المزمن مع الناس الخالين من مرض الكلى أن هناك فرق كبير بينهم. 
صنفت المجموعة الخالية من مرض الكلى أنها أعلى بكثير في السلوك العقلي الإيجابي ولايوجد فرق بالجانب الروحاني   وأن الإناث المصابات بالكلى يؤمنون بالخرافات. وأجريت دراسة على الأفراد المصابين بفيروس نقص المناعة أن الكفاءة الذاتية لصحة العالية وأسلوب المواجه في المهام والسلوك العقلي الإيجابي كانوا  منبئين قويين في تعزيز أسلوب الحياة الصحي حيث أنه له تأثير كبير لصحة عموما  ( التأقلم والنجاة ) .
يرى منتقدو السلوك الإيجابي العقلي أنه ليس السر لنجاح ولكنه نتيجة له . وانتقدت المستهلكات باعتبارها  عملية احتيال للمؤلفين لكسب المال بسبب كتابتها ومبادئها المبسطة وهناك القليل من الأدلة أن كتب العون الذاتي وتوجيه الحياة والكلام التحفيزي تكون ضارة، أجريت  دراسة على 100 مريض بالعلاج النفسي وجودو أن 43 مريض منهم  قرأو الكتب على سبيل المثال السلوك العقلي الإيجابي والنصوص الدينية ونصوص مدمنين الكحول مجهولي الهوية وغيرها. 
"اقبل - ثم افعل.. ومهما كانت اللحظة الحالية، اقبلها كما أنك اخترتها. تعامل معها دائمًا، وليس ضدها."  هو الشعور والإيمان الذي يقدمه إيكهارت توللي في القوة الآن .